# Constantin Tănase
Constantin Tănase (Vaslui, 5 luglio 1880 – Bucarest, 29 agosto 1945) è stato un attore teatrale, drammaturgo e cabarettista rumeno, figura chiave della storia teatrale della Romania.

## Biografia
Crebbe nel municipio rumeno di Vaslui, dove già da giovane affrontò il palcoscenico creando in breve una piccola compagnia teatrale amatoriale e recitando anche in lingua yiddish.
A diciotto anni intraprese lo studio della recitazione spostandosi per vari motivi in diverse città del paese natio. Effettuato il servizio militare e sposatosi con Virginia Niculescu nel 1917, fondò a Bucarest la compagnia Cărăbuş (it: maggiolino), con la quale diede vita ad un cabaret di forte impatto politico e satirico, che ebbe lunga fortuna nel proprio paese.